# Бурсак, Иван Николаевич
Ива́н Никола́евич Бурса́к (настоящее имя — Борис Яковлевич (Яакович) Блатлиндер; 20 февраля 1895, Чёрный Остров, Подольская губерния — 22 мая 1975, Крестцы, Новгородская область) — участник революционного движения и Гражданской войны в России, организатор кинопроизводства, председатель правления АО «Пролеткино».

## Биография
Родился в 1895 году в местечке Чёрный Остров Проскуровского уезда Подольской губернии в мещанской семье. В 1915 году был призван в армию. Участник Февральской и Октябрьской революций в Петрограде. В августе 1917 года вступил в большевистскую партию. С начала 1918 года служил в Красной армии. В мае 1918 года направлен на подпольную работу в Сибирь. Летом арестован белогвардейцами. В 1919 году при перевозке заключённых из Томской тюрьмы в Читу совершил побег. Находился на подпольной работе в Иркутске, был членом Знаменского районного комитета РКП(б) Иркутска.
В январе 1920 года — начальник штаба Коммунистических рабоче-крестьянских дружин, затем — комендант Иркутска и Иркутского гарнизона .
7 февраля 1920 года под командованием председателя Иркутской чрезвычайной комиссии Самуила Чудновского руководил расстрелом Верховного правителя России А. В. Колчака и председателя Совета министров при Верховном правителе В. Н. Пепеляева.
В 1920 году приговорён Иркутским ревтрибуналом к расстрелу по обвинению в расхищении ценностей из поезда А. В. Колчака. Помилован и командирован на Дальний Восток. Назначен инспектором кавалерии Народно-революционной армии Дальневосточной республики. Командовал Троицко-Савской группой войск НРА, Правобережной группой войск в составе экспедиционного корпуса 5-й армии, действовавшей против Унгерна. Служил начальником конницы частей особого назначения войск Сибири.
С 1922 года работал в Промбанке в Москве, которым руководил его дальневосточный друг А. М. Краснощёков, затем — управляющим делами ЦК профсоюза работников земли и леса СССР. В 1924 году — заведующий производственным отделом, член правления АО «Пролеткино». С декабря 1924 года — заместитель председателя правления, с апреля 1925 года — председатель правления и художественного совета АО «Пролеткино». Член правления «Киноиздательства РСФСР» (1925—1926). Входил в состав жюри конкурса АО «Совкино» и Художественного совета по делам кино при Главполитпросвете на лучший киносценарий (1925). В 1925 году обращался в ЦК РКП(б) с просьбой разрешить Б. В. Савинкову написать сценарий фильма «Конь вороной» (по его книге того же названия). Пригласил А. А. Ханжонкова на должность заведующего производственным отделом и одновременно директором кинофабрики АО «Пролеткино». В газете «Кино» за 24 ноября 1925 года отмечалась значимая роль руководства кинокомпании в организации съёмок кинохроники «Великий перелёт»:

Пролеткино (здесь не лишне будет упомянуть тов. Бурсака) проявила в организации этих съёмок инициативу, решительность и прозорливость, — качества, которые мы бы желали видеть у всех советских кино-организаций.— «Кино» № 36 1925
Осенью 1926 года был арестован по делу шестнадцати руководящих работников «Госкино» и «Пролеткино» (Я. М. Блиоха, М. Я. Капчинского, А. А. Ханжонкова и других), обвинённых в бесхозяйственности и злоупотреблении служебным положением. Решением Московского губернского суда от 22 апреля 1927 года был осуждён к заключению сроком на 1 год, но вскоре вышел на свободу. Постановлением Президиума ЦИК СССР от 20 февраля 1928 года «за боевые отличия и заслуги, оказанные в период гражданской войны» награждён орденом Красного Знамени.
Впоследствии работал на руководящих должностях на Сталинградском и Челябинском тракторных заводах. Последняя должность до ареста — уполномоченный Главснаба по Башкирской Автономной Советской Социалистической Республике. В декабре 1941 года арестован за антисоветскую агитацию и в феврале 1943 года осуждён ОСО НКВД СССР на 5 лет ИТЛ. После освобождения жил в посёлке Крестцы Новгородской области, работал на Крестецком деревообрабатывающем комбинате. Реабилитирован 13 января 1956 года.
В фондах Государственного исторического музея хранятся его письма к Г. Х. Эйхе, датированные концом 1967 года. В 1969 году его воспоминания вошли в сборник, посвящённый 50-летию победы большевиков над Колчаком.
Умер 22 мая 1975 года в посёлке Крестцы Новгородской области.

### Комментарии
1. ↑  Смольнинский районный суд Санкт-Петербурга, дополнительно установив обстоятельства дела, в описательно-мотивировочной части текста судебного решения изложил следующее: «В ночь на 7 февраля 1920 года расстрелян большевиками, по наиболее распространенной версии на берегу реки Ушаковки. Тело адмирала спустили в прорубь. Основанием для расстрела послужила секретная телеграмма В. И. Ульянова (Ленина), в результате которой Реввоенсовет 5-й Красной армии получил соответствующие указания из Москвы». 
Решение федерального судебного органа в свете норм Конституции Российской Федерации и Федерального конституционного закона «О судебной системе Российской Федерации» от 24 января 2017 года по делу № 02а-0185/2017 является актом, иллюстрирующим актуальную на сегодняшний день официальную правовую позицию Российской Федерации по вопросу расстрела Верховного правителя России адмирала А. В. Колчака.